# Blackfield
Blackfield es un grupo de música, fundado por Steven Wilson y Aviv Geffen.
Geffen, un fan de Porcupine Tree y Wilson, en el año 2000 invita a la banda a tocar en Israel. 
Empezó a unirlos una amistad que llevó a los dos músicos a grabar juntos.
Originalmente planearon el lanzamiento de un EP en el año 2001, finalmente el álbum debut de la banda se plasmó en un LP que fue lanzado en Israel y Europa en el 2004, y en Estados Unidos en 2005. 
Este mismo año, el baterista de la banda Gavin Harrison (también baterista de Porcupine Tree), deja la banda y es reemplazado por Tomer Zidkyahu.
Además de ocho canciones originales, la banda también toca covers de dos canciones anteriores de Geffen ("Scars" y "Cloudy Now", traducidas al inglés por Wilson), y de Porcupine Tree ("Feel So Low"), que Geffen había grabado en hebreo tiempo atrás.
Wilson y Geffen graban un segundo álbum, titulado "Blackfield II", lanzado en febrero de 2007 en Europa, y en marzo de 2007 en los Estados Unidos.
El mismo año, el teclista Daniel Salomon deja la banda para continuar su carrera como solista, y fue reemplazado por Eran Mitelman, teclista de la banda israelí de Hard rock HaYehudim.

## Miembros de la banda

### Alineación
- Aviv Geffen - voz, guitarra, guitarra rítmica, teclados
- Eran Mitelman - coros, piano, teclados (ingreso a la banda en el 2007)
- Tomer Z - batería, percusión (ingreso a la banda en el 2005)

### Miembros anteriores
- Steven Wilson - voz, guitarra, teclados adicionales (dejó la banda en el 2020)
- Daniel Salomon - coros, piano, teclados (dejó la banda en el 2007)
- Gavin Harrison - batería, percusión (dejó la banda en el 2005)
- Chris Maitland - batería/baterista en vivo, percusión, coros (dejó la banda en el 2005)
- Seffy Efrat - coros, bajo

## Discografía
- Blackfield (2004)
- Blackfield II (2007)
- Welcome to my DNA (2011)
- Blackfield IV (2013)
- Blackfield V (2017)
- For the Music (2020)

### Sencillos
| Noviembre de 2003 | Hello              |
| Diciembre de 2003 | Pain               |
| Marzo de 2004     | Blackfield         |
| Mayo de 2004      | Cloudy Now         |
| Enero de 2007     | Once               |
| Marzo de 2007     | Miss U             |
| Marzo de 2007     | My Gift of Silence |
| Marzo de 2011     | Waving             |